# 依凡·扎卡利亚
依凡·扎卡利亚 （1995年6月4日—）是出生于吉隆坡的马来西亚足球运动员，场上司职后卫。目前效力马来西亚超级足球联赛俱乐部沙巴，同时也代表马来西亚国家足球队出战国际赛。

## 荣誉

### 俱乐部
吉打达鲁阿曼
- 马来西亚超级足球联赛：2015年亚军

吉隆坡市
- 马来西亚杯冠军：2021年
- 马来西亚首要足球联赛冠军：2017年

### 国家队
马来西亚U-23
- 东南亚运动会： 银牌：2017年[5]

马来西亚
- 东南亚足球锦标赛亚军：2018年